# Ralph Alger Bagnold
Ralph Alger Bagnold, född 3 april 1896, död 28 maj 1990, var en brittisk ingenjör och brigadgeneral. Han var grundare och första befälhavare för brittiska arméns Long Range Desert Group under andra världskriget, som opererade långt bakom fiendens linjer i ökenkriget mot axelmakterna.
Bagnold deltog i första världskriget, och studerade därefter till ingenjör på Cambridge University. Bagnold återvände till armén efter studierna och skickades först till Irland och därefter till Egypten, där han började sina ökenexpeditioner. Bagnold blev en av pionjärerna i att utforska öken med hjälp av motorfordon. Under 1930-talet genomförde han flera expeditioner med bil genom öknar i Nordafrika, bland annat den första bekräftade genomfarten med bil i öst-västlig riktning av den Libyska öknen (1932).
Under sina expeditioner i öknen utvecklade han tekniker och anordningar för förbättrade ökenfärder med bil. Hans bok The Physics of Blown Sand and Desert Dunes (1941), lade grunden för forskning kring sandens egenskaper satt i rörelse av vindar. Boken har använts av NASA för studier av sanddyner på Mars.
Författaren Enid Bagnold var hans syster.

## Utmärkelser
- Penrosemedaljen 1970
- Wollastonmedaljen 1971